# Vita Meinwerci
Die Vita Meinwerci episcopi Patherbrunnensis ist die Lebensbeschreibung des Bischofs Meinwerk von Paderborn († 5. Juni 1036) und damit die erste Lebensbeschreibung eines Paderborner Bischofs; sie wurde um 1165 in Mittellatein verfasst. Der Autor ist nicht eindeutig zu bestimmen, lange Zeit galt in der Forschung der Abt Konrad von Abdinghof (1142–1173) als Verfasser, heute wird davon ausgegangen, dass die Vita im Auftrag eines Paderborner Bischofs – entweder Bernhard I. von Oesede (1127–1160) oder seines Nachfolgers Evergis (1160–1178) – im Kloster Abdinghof entstand.
Die Vita Meinwerci ist eine der wesentlichen Quellen für die Geschichte der letzten Jahre der Liudolfinger, auch wenn es dem Autor mehrfach nicht gelungen ist, aus den Quellen, die er für die Kompilation benutzte, eine korrekte Chronologie zu erstellen. Die Originalhandschrift befindet sich heute in Kassel.

## Ausgaben
- Vita Meinwerci Episcopi Patherbrunnensis (Das Leben des Bischofs Meinwerk von Paderborn), hrsg. von Franz Tenckhoff (= Monumenta Germaniae Historica (MGH), Scriptores rerum Germanicarum, Bd. 59). Hahnsche Buchhandlung, Hannover 1921 (unveränderter Nachdruck Hannover 1983).
  - Digitalisat der Edition in den MGH: Die digitalen Monumenta (dMGH).
- Übersetzung der Vita: Klaus Terstesse: Das Leben des Bischofs Meinwerk von Paderborn, Erste deutsche Übersetzung der von Franz Tenckhoff 1921 herausgegebenen Vita Meinwerci, Paderborn 2001.
- Guido M. Berndt: Vita Meinwerci episcopi Patherbrunnensis. Text, Übersetzung, Kommentar. Das Leben Bischof Meinwerks von Paderborn. München 2009, ISBN 978-3-7705-4914-6.
- Digitalisat der Originalhandschrift im Open Repository Kassel (ORKA) der Universitätsbibliothek Kassel.